# Tetrastichus tachos
Tetrastichus tachos är en stekelart som först beskrevs av Walker 1839.  Tetrastichus tachos ingår i släktet Tetrastichus och familjen finglanssteklar. Arten är reproducerande i Sverige. Inga underarter finns listade i Catalogue of Life.